# Praefurnij
Praefurnij (lat. praefurnium) ili propnigej je bio nadvođeni prostor tj. kanal  koji se nalazio odmah ispred peći, u kojoj je gorjela žeravica koja je proizvodila vrući zrak za zagrijavanje hipokausta. Kroz njega je ulazio hladan zrak, tamo se grijao, te prelazio u prostor za pečenje oblikovanih glinenih proizvoda, odakle je kroz otvor na kupoli izlazio van.

## Vanjske poveznice
|  | Zajednički poslužitelj ima još gradiva o temi Praefurnij |